# 心臓麻痺
心臓麻痺（しんぞうまひ、英語: heart attack）とは、心臓のポンプ機能が急激に消失すること。医学的な言葉ではなく、日常的に用いる言葉である。心臓麻痺に相当する医学用語はVf（心室細動）であると思われる。厳密な対応を考えると循環器疾患による突然死であるため、意味はもっと広い。
心室細動は心筋が規則正しく収縮できず、血液を組織に送ることができないような病態を示し、心電図によって診断される。AEDを用いると、いったん心室細動に陥った心臓でも正常に回復することがある。
心室細動を起こす基礎疾患とは心筋梗塞のほか、高度房室ブロック、QT延長症候群があげられる。健常人に突然起こることは極めて稀であるものの、救急疾患としての頻度は極めて高い。